# Guacamai alablau
El guacamai alablau (Primolius maracana) és una espècie d'ocell de la família dels psitàcids.

## Hàbitat i distribució
Habita boscos de l'est del Brasil, el Paraguai i nord-est de l'Argentina.